# Mendiola FC 1991
Der Mendiola Football Club 1991 oder Mendiola United ist ein philippinischer Fußballverein aus Manila. Aktuell spielt die Fußballmannschaft in der höchsten Liga des Landes, der Philippines Football League.

## Erfolge
- PFF National Men’s Club Championship

2. Platz: 2011

## Stadion
Der Verein trägt seine Heimspiele im City of Imus Grandstand and Track Oval in Imus aus. Das Stadion hat ein Fassungsvermögen von 4800 Personen. Eigentümer der Sportanlage ist die Stadt Imus.

## Trainer
Stand: August 2023
| Trainer               | Nation      | von            | bis               |
| --------------------- | ----------- | -------------- | ----------------- |
| Dan Padernal          | Philippinen | 1. Januar 2019 | 28. Februar 2022  |
| Christopher Pedimonte | Philippinen | 10. März 2022  | 31. Juli 2022     |
| Chols Villarino       | Philippinen | 1. August 2022 | 20. Juni 2023     |
| Joel Villarino        | Philippinen | 1. August 2023 | 17. Dezember 2023 |
| Christopher Pedimonte | Philippinen | 1. April 2024  | 30. Juni 2024     |
| Dan Padernal          | Philippinen | 1. Juli 2024   |                   |